# واکنش چنگ‌زنی کف دست

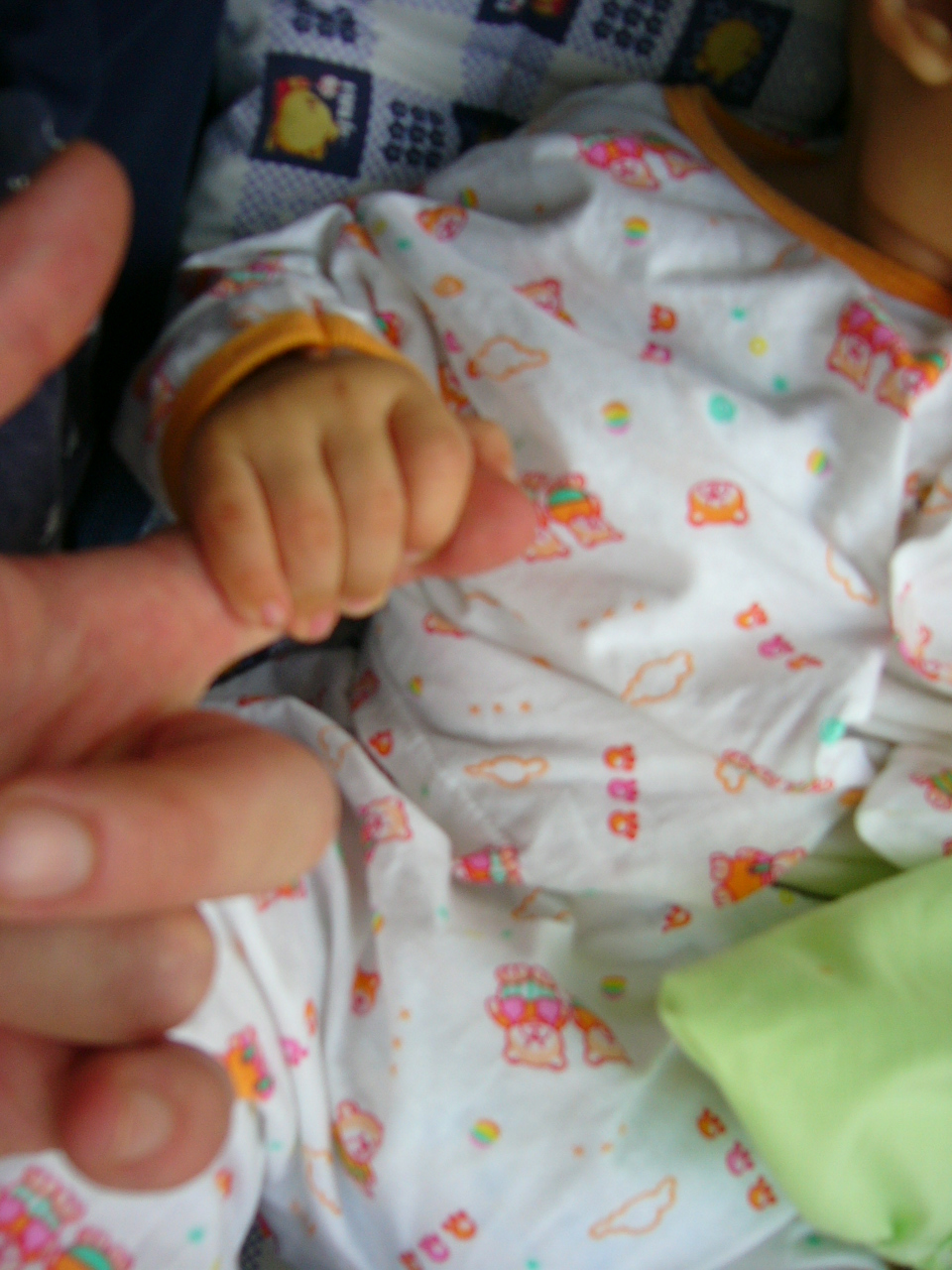
واکنش چنگ‌زنی کف دست (واکنش گرفتن)؛ دست کودک انگشت بزرگسال را گرفته است.

واکنش چنگ‌زنی کف دست  یا واکنش گرفتن ، یکی از رفلکس‌های نوزادی است که در نوزادان انسان و بیشتر پستانداران یافت می‌شود. هنگامی که یک شیء در کف دست کودک قرار می‌گیرد و آن را لمس می‌کند، انگشتان دست به صورت رفلکس غیرارادی بسته می‌شود.
قدرت گرفتن جسم بالاست اما قابل پیش‌بینی نیست. اگرچه ممکن است بتواند وزن کودک را تحمل کند، اما ممکن است نوزاد به‌طور ناگهانی دست مشت شده خود را آزاد کند. واکنش معکوس گرسپ را می‌توان با نوازش پشت یا کنار دست نوزاد ایجاد کرد.